# Thomas Fontaine
Thomas Fontaine (ur. 8 maja 1991 w Saint-Pierre) – madagaskarski piłkarz francuskiego pochodzenia grający na pozycji obrońcy w AS Nancy oraz reprezentacji Madagaskaru.

## Kariera
Fontaine profesjonalną karierę rozpoczynał w rezerwach Olympique Lyon. W 2012 przeniósł się do Tours FC. Potem grał w innych klubach z Ligue 2: Auxerre czy Clermont. W 2018 został zawodnikiem Stade de Reims, gdzie występował w Ligue 1. W 2020 wygrał Ligue 2 z Lorient. Od 2022 jest zawodnikiem AS Nancy.
Wystąpił w kilku meczach w reprezentacji Francji U-20. Ostatecznie zdecydował się jednak reprezentować Madagaskar. W tej drużynie zadebiutował 9 czerwca 2017 w meczu z Sudanem. Znalazł się w kadrze na Puchar Narodów Afryki 2019. Dotarł z drużyną do ćwierćfinału. 7 września 2021 w starciu z Tanzanią strzelił pierwszego gola w reprezentacji.